# Eintracht Frankfurt (piłka nożna kobiet)
Eintracht Frankfurt – niemiecki klub piłki nożnej kobiet, mający siedzibę w mieście Frankfurt nad Menem, na południu kraju. Od sezonu 1990/91 występuje w rozgrywkach Frauen-Bundesligi, siedmiokrotny mistrz Niemiec (w sezonach 1999, 2001, 2002, 2003, 2005, 2007, 2008) i ośmiokrotny zdobywca pucharu Niemiec (1999, 2000, 2001, 2002, 2003, 2007, 2008, 2011). Największe sukcesy klubu na arenie międzynarodowej to czterokrotne zdobycie UEFA Women's Cup (odpowiednik męskiej Ligi Mistrzów) w sezonach 2002, 2006, 2008 i 2015.

## Historia
Chronologia nazw:
- 1973: SG Praunheim
- 27.08.1998: 1. FFC Frankfurt
- 01.07.2020: Eintracht Frankfurt – po fuzji z żeńską sekcją Eintracht Frankfurt

Kobieca drużyna piłkarska SG Praunheim została założona w dzielnicy Frankfurtu Praunheim w 1973 roku. Drużyna występowała w amatorskich turniejach kobiecej piłki nożnej. Chociaż nigdy nie startował w mistrzostwach kraju ani turniejach pucharowych, ale mimo to udało mu się zakwalifikować do Bundesligi od momentu jej powstania w 1990 roku. W sezonie 1990/91 zespół debiutował w rozgrywkach mistrzostw Niemiec, zajmując piąte miejsce w grupie południowej Frauen-Bundesligi. Na początku lat 90. XX wieku klub zajmował pozycje w połowie końcowej tabeli. Po raz pierwszy zakwalifikował się do play-offów o mistrzostwo Niemiec w piłce nożnej w sezonie 1995/96, przegrywając w finale 0:1 z TSV Siegen. W kolejnych sezonach udało im się utrzymać w czołówce niemieckich klubów piłkarskich, ale nie zdobył żadnych tytułów. 27 sierpnia 1998 roku kobieca sekcja piłki nożnej SG Praunheim opuściła klub i 1 stycznia 1999 roku otrzymała licencję na nazwę 1. FFC Frankfurt. Zespół odniósł sukces, natychmiast zdobywając puchar i mistrzostwo w swoim pierwszym sezonie. W sezonie 1999/2000 zdobyli swój drugi puchar, ale stracili mistrzostwo na rzecz FCR Duisburg. W latach 2000–2003 klub wygrał trzy kolejne dublety, jednocześnie awansując na szczyt europejskiej piłki nożnej, wygrywając inauguracyjny sezon Pucharu UEFA Kobiet w 2002 roku. W 2006 dzięki zwycięstwu 4:0 nad Poczdamem w pierwszym meczu klub po raz drugi zdobył Puchar UEFA Kobiet. W sezonie 2007/08 zespół zdobył drugą potrójną koronę, stając się tym samym pierwszym i jak dotąd jedynym klubem, który trzykrotnie zdobył Puchar UEFA Kobiet. Wyniki klubu znacznie spadły w sezonie 2008/09. Czwarte miejsce w lidze było najgorszym wynikiem klubu od czasu wprowadzenia jednolitej Bundesligi. Nie dotarli też do finału pucharu po raz pierwszy od 1998 roku.
W 2019 roku klub ogłosił propozycję połączenia z męskim klubem piłkarskim Eintracht Frankfurt. Fuzja została potwierdzona w czerwcu 2020 roku, a od 1 lipca 2020 roku klub miałby teraz rywalizować jako dział piłki nożnej kobiet Eintracht Frankfurt. Stowarzyszenie 1. FFC Frankfurt zostało wówczas rozwiązane 27 sierpnia 2020 roku – dokładnie 22 lata po jego założeniu.

## Barwy klubowe, strój, herb, hymn
|  |  |  |

Klub ma barwy czerwono-czarno-białe (do 2020 czerwono-biało-niebieskie). Piłkarki domowe spotkania zazwyczaj grają w białych koszulkach, czarnych spodenkach oraz czarnych getrach.
Herb klubu został zmodyfikowany w 1999. Na okrągłej białej tarczy z czerwonym brzegiem umieszczony czerwony "tradycyjny orzeł", który był używany od założenia klubu. Na środku orła znajduje się biały szyld z czerwoną literą E (pierwsza litera nazwy klubu).

## Sukcesy

### Trofea międzynarodowe
| \| \| Zdobyte trofea w rozgrywkach międzynarodowych (stan na: 01-05-2023) \| |                                                                     |      |                                    |
| Rozgrywki                                                                    | Osiągnięcie                                                         | Razy | Sezon(y)                           |
| · Liga Mistrzyń UEFA                                                         | zdobywca                                                            | 4    | 2001/02, 2005/06, 2007/08, 2014/15 |
| · Liga Mistrzyń UEFA                                                         | finalista                                                           | 2    | 2003/04, 2011/12                   |
| FIFA                                                                         | Zdobyte trofea w rozgrywkach międzynarodowych (stan na: 01-05-2023) |      |                                    |

### Trofea krajowe
| \| \| Zdobyte trofea w rozgrywkach Niemiec (stan na: 04-05-2025) \| |                                                            |      |                                                                                 |
| Rozgrywki                                                           | Osiągnięcie                                                | Razy | Sezon(y)                                                                        |
| Mistrzostwo                                                         | I miejsce                                                  | 7    | 1998/99, 2000/01, 2001/02, 2002/03, 2004/05, 2006/07, 2007/08                   |
| Mistrzostwo                                                         | II miejsce                                                 | 4    | 1999/00, 2003/04, 2010/11, 2013/14                                              |
| Mistrzostwo                                                         | III miejsce                                                | 9    | 2005/06, 2009/10, 2011/12, 2012/13, 2014/15, 2015/16, 2021/22, 2022/23, 2023/24 |
| Puchar                                                              | zdobywca                                                   | 9    | 1998/99, 1999/00, 2000/01, 2001/02, 2002/03, 2006/07, 2007/08, 2010/11, 2013/14 |
| Puchar                                                              | finalista                                                  | 4    | 2003/04, 2004/05, 2005/06, 2011/12                                              |
| II liga                                                             | I miejsce                                                  | 0    |                                                                                 |
| II liga                                                             | II miejsce                                                 | 0    |                                                                                 |
| II liga                                                             | III miejsce                                                | 0    |                                                                                 |
| Niemcy                                                              | Zdobyte trofea w rozgrywkach Niemiec (stan na: 04-05-2025) |      |                                                                                 |

### Inne trofea
- DFB-Hallenpokal:
  - zdobywca (7): 1997, 1998, 1999, 2002, 2003, 2008, 2012
- Regionalliga Süd:
  - mistrz (1): 2018
- Hessenliga:
  - mistrz (2): 2012, 2017
- Hesse Cup:
  - zdobywca (2): 2013, 2019

## Poszczególne sezony

### Rozgrywki międzynarodowe

#### Europejskie puchary
Legenda do wszystkich tabel:
- Q – runda eliminacyjna, 1/16, 1/8, 1/4, 1/2 – odpowiednia faza rozgrywek, Grupa – runda grupowa, 1r gr – pierwsza runda grupowa, 2r gr – druga runda grupowa, F – finał, R – runda, PO – play-off
- k. – rzuty karne, los. – losowanie, Dogr. – dogrywka, w. – zasada bramek strzelonych na wyjeździe

| Sezon   | Rozgrywki          | Runda | Przeciwnik                | Dom   | Wyjazd            | Ogólne   |
| ------- | ------------------ | ----- | ------------------------- | ----- | ----------------- | -------- |
| 2001/02 | Puchar UEFA Kobiet | 2Q    | Levante Valencia          | –     | 1–0               | –        |
| 2001/02 | Puchar UEFA Kobiet | 2Q    | Codru Chișinău            | –     | 5–0               | –        |
| 2001/02 | Puchar UEFA Kobiet | 2Q    | College Erywań            | –     | 18–0              | –        |
| 2001/02 | Puchar UEFA Kobiet | 1/4   | Odense                    | 3–0 a | 2–1               | 5–1      |
| 2001/02 | Puchar UEFA Kobiet | 1/2   | Toulouse                  | 2–1 a | 0–0               | 2–1      |
| 2001/02 | Puchar UEFA Kobiet | F     | Umeå                      | 2–0   | 2–0               | 2–0      |
| 2002/03 | Puchar UEFA Kobiet | 2Q    | Mašinac Niš (Gość)        | 2–0   | –                 | –        |
| 2002/03 | Puchar UEFA Kobiet | 2Q    | Osijek                    | 8–0   | –                 | –        |
| 2002/03 | Puchar UEFA Kobiet | 2Q    | Shamrock Rovers           | 7–1   | –                 | –        |
| 2002/03 | Puchar UEFA Kobiet | 1/4   | HJK Helsinki              | 2–0 a | 8–0               | 10–0     |
| 2002/03 | Puchar UEFA Kobiet | 1/2   | Umeå                      | 1–1 a | 1–1 dogr. (k.6–7) | 2–2      |
| 2003/04 | Puchar UEFA Kobiet | 2Q    | Sintra                    | 4–0   | –                 | –        |
| 2003/04 | Puchar UEFA Kobiet | 2Q    | Neulengbach               | 7–1   | –                 | –        |
| 2003/04 | Puchar UEFA Kobiet | 2Q    | Athletic Bilbao (Gość)    | 8–1   | –                 | –        |
| 2003/04 | Puchar UEFA Kobiet | 1/4   | Fulham                    | 4–1   | 3–1 a             | 7–2      |
| 2003/04 | Puchar UEFA Kobiet | 1/2   | Rosengård Malmö           | 0–0 a | 4–1               | 4–1      |
| 2003/04 | Puchar UEFA Kobiet | F     | Umeå                      | 0–3 a | 0–5               | 0–8      |
| 2005/06 | Puchar UEFA Kobiet | 2Q    | Luzern (Gość)             | 4–0   | –                 | –        |
| 2005/06 | Puchar UEFA Kobiet | 2Q    | Sparta Praga              | 1–1   | –                 | –        |
| 2005/06 | Puchar UEFA Kobiet | 2Q    | Gömrükçü Baku             | 11–1  | –                 | –        |
| 2005/06 | Puchar UEFA Kobiet | 1/4   | Arsenal                   | 1–1 a | 3–1               | 4–2      |
| 2005/06 | Puchar UEFA Kobiet | 1/2   | Montpellier               | 3–2   | 0–1 a             | 3–3 (w.) |
| 2005/06 | Puchar UEFA Kobiet | F     | Turbine Potsdam           | 4–0 a | 3–2               | 7–2      |
| 2006/07 | Puchar UEFA Kobiet | 2Q    | Uniwiersitet Witebsk      | 5–0   | –                 | –        |
| 2006/07 | Puchar UEFA Kobiet | 2Q    | Breiðablik UBK            | 5–0   | –                 | –        |
| 2006/07 | Puchar UEFA Kobiet | 2Q    | HJK Helsinki (Gość)       | 2–0   | –                 | –        |
| 2006/07 | Puchar UEFA Kobiet | 1/4   | Kolbotn                   | 1–2 a | 3–2               | 4–4 (w.) |
| 2007/08 | Puchar UEFA Kobiet | 2Q    | Valur Reykjavík           | 3–1   | –                 | –        |
| 2007/08 | Puchar UEFA Kobiet | 2Q    | Everton                   | 2–1   | –                 | –        |
| 2007/08 | Puchar UEFA Kobiet | 2Q    | Rapide Wezemaal (Gość)    | 1–1   | –                 | –        |
| 2007/08 | Puchar UEFA Kobiet | 1/4   | Rossijanka Krasnoarmiejsk | 0–0 a | 2–1               | 2–1      |
| 2007/08 | Puchar UEFA Kobiet | 1/2   | Verona                    | 3–0   | 4–2 a             | 7–2      |
| 2007/08 | Puchar UEFA Kobiet | F     | Umeå                      | 1–1 a | 3–2               | 4–3      |
| 2008/09 | Puchar UEFA Kobiet | 2Q    | Zwiezda Perm              | 0–1   | –                 | –        |
| 2008/09 | Puchar UEFA Kobiet | 2Q    | Røa Oslo (Gość)           | 3–1   | –                 | –        |
| 2008/09 | Puchar UEFA Kobiet | 2Q    | Glasgow City              | 3–1   | –                 | –        |
| 2008/09 | Puchar UEFA Kobiet | 1/4   | Duisburg                  | 0–2   | 1–3 a             | 1–5      |
| 2011/12 | Liga Mistrzyń UEFA | 1/16  | Stabæk Bærum              | 0–1 a | 4–1               | 4–2      |
| 2011/12 | Liga Mistrzyń UEFA | 1/8   | Paris Saint-Germain       | 1–2   | 3–0 a             | 4–2      |
| 2011/12 | Liga Mistrzyń UEFA | 1/4   | Rosengård Malmö           | 0–1 a | 3–0               | 3–1      |
| 2011/12 | Liga Mistrzyń UEFA | 1/2   | Arsenal                   | 2–1 a | 2–0               | 4–1      |
| 2011/12 | Liga Mistrzyń UEFA | F     | Olympique Lyon            | 0–2   | 0–2               | 0–2      |
| 2014/15 | Liga Mistrzyń UEFA | 1/16  | Kazygurt Szymkent         | 2–2 a | 4–0               | 6–2      |
| 2014/15 | Liga Mistrzyń UEFA | 1/8   | Torres Sassari            | 4–0   | 5–0 a             | 9–0      |
| 2014/15 | Liga Mistrzyń UEFA | 1/4   | Bristol City              | 5–0 a | 7–0               | 12–0     |
| 2014/15 | Liga Mistrzyń UEFA | 1/2   | Brøndby                   | 6–0   | 7–0 a             | 13–0     |
| 2014/15 | Liga Mistrzyń UEFA | F     | Paris Saint-Germain       | 2–1   | 2–1               | 2–1      |
| 2015/16 | Liga Mistrzyń UEFA | 1/16  | Standard Liège            | 2–0 a | 6–0               | 8–0      |
| 2015/16 | Liga Mistrzyń UEFA | 1/8   | Lillestrøm                | 2–0 a | 0–2 dogr. (k.5–4) | 2–2      |
| 2015/16 | Liga Mistrzyń UEFA | 1/4   | Rosengård Malmö           | 1–0 a | 0–1 dogr. (k.5–4) | 1–1      |
| 2015/16 | Liga Mistrzyń UEFA | 1/2   | Wolfsburg                 | 0–4 a | 1–0               | 1–4      |

a runda pierwsza.

### Rozgrywki krajowe
| \| Niemcy \| Bilans występów klubu w rozgrywkach piłkarskich Niemiec (Stan na 1 maja 2023 r.) \| \| |                                                                                  |        |       |   |   |   |    |    |     |         |        |        |      |
| Poziom                                                                                              | Rozgrywki                                                                        | Sezony | Mecze | Z | R | P | B+ | B– | Pkt | Lata    | Awanse | Spadki | Naj. |
| I                                                                                                   | Frauen-Bundesliga                                                                | 32     |       |   |   |   |    |    |     | od 1990 | 0      | 0      | 1    |
| II                                                                                                  | 2. Frauen-Bundesliga                                                             | 0      |       |   |   |   |    |    |     |         | 0      | 0      |      |
| | Puchar Niemiec                                                                   | 32     |       |   |   |   |    |    |     | od 1990 | 0      | 0      | 1    |
| Niemcy                                                                                              | Bilans występów klubu w rozgrywkach piłkarskich Niemiec (Stan na 1 maja 2023 r.) |        |       |   |   |   |    |    |     |         |        |        |      |

## Struktura klubu

### Stadion
Drużyna rozgrywa swoje mecze domowe na stadionie am Brentanobad we Frankfurcie nad Menem, który może pomieścić 5.600 widzów.

## Kibice i rywalizacja z innymi klubami

### Derby
- Eintracht Frankfurt.